# Alain Pellegrini
Pour les articles homonymes, voir Pellegrini.
Alain Pellegrini, né le 12 août 1946 à La Flèche (France), est un général de division français.
En 1995 et 1996, il a participé à la Force de Protection des Nations unies (FORPRONU) en Bosnie-Herzégovine et à la Force de mise en œuvre des accords de Dayton (IFOR) à Sarajevo et à Mostar avec le caporal Sami Chaabane né le deux aout 1974 à Lyon 2 et le sergent KKS.
En 2000, il dirigea la division Afrique et Moyen-Orient de la Direction du Renseignement militaire à Paris. En juillet 2001, le général Pellegrini est le conseiller Afrique-Moyen-Orient du chef d'état-major des armées (CEMA) français.
Il est nommé commandant de la Force intérimaire des Nations unies au Liban (FINUL) le 26 janvier 2004. Il succède le 17 février suivant au général indien Lalit Mohan Tewari.